# Sidi Boubaker (délégation)
Sidi Boubaker est une délégation tunisienne dépendant du gouvernorat de Gafsa.

## Géographie
Elle comporte deux imadas :
- Sidi Boubaker ;
- Om El-Aksab.

Elle est délimitée par la délégation de Moularès au sud, l'Algérie au nord et la délégation de Gafsa Sud à l'est.